# Giải đua ô tô Công thức 1 Malaysia 2006
Giải đua ô tô Công thức 1 Malaysia năm 2006 là chặng đua thứ hai của giải vô địch thế giới Công thức 1 năm 2006. Giải được tổ chức vào ngày 19 tháng 3 năm 2006.

## Xếp hạng chi tiết
| TT      | Tên                  | Đội đua             | Thời gian                 | Điểm |
| ------- | -------------------- | ------------------- | ------------------------- | ---- |
| 1       | Giancarlo Fisichella | Renault             | 1 giờ 30 phút 40,529 giây | 10   |
| 2       | Fernando Alonso      | Renault             | +4,5 giây                 | 8    |
| 3       | Jenson Button        | BAR Honda           | +9,6 giây                 | 6    |
| 4       | Juan Pablo Montoya   | McLaren             | +39,3 giây                | 5    |
| 5       | Felipe Massa         | Ferrari             | +43,2 giây                | 4    |
| 6       | Michael Schumacher   | Ferrari             | +43,2 giây                | 3    |
| 7       | Jacques Villeneuve   | BMW                 | +1 phút 20,4 giây         | 2    |
| 8       | Ralf Schumacher      | Toyota              | +1 phút 21,2 giây         | 1    |
| 9       | Jarno Trulli         | Toyota              | +1 vòng                   |      |
| 10      | Rubens Barrichello   | BAR Honda           | +1 vòng                   |      |
| 11      | Vitantonio Liuzzi    | Scuderia Toro Rosso | +2 vòng                   |      |
| 12      | Christijan Albers    | Midland             | +2 vòng                   |      |
| 13      | Tiago Monteiro       | Midland             | +2 vòng                   |      |
| 14      | Takuma Sato          | Super Aguri         | +3 vòng                   |      |
| bỏ cuộc | Nick Heidfeld        | BMW                 | vòng 48                   |      |
| bỏ cuộc | Scott Speed          | Scuderia Toro Rosso | vòng 41                   |      |
| bỏ cuộc | Yuji Ide             | Super Aguri         | vòng 33                   |      |
| bỏ cuộc | Christian Klien      | Red Bull            | vòng 26                   |      |
| bỏ cuộc | Mark Webber          | Williams            | vòng 15                   |      |
| bỏ cuộc | David Coulthard      | Red Bull            | vòng 10                   |      |
| bỏ cuộc | Nico Rosberg         | Williams            | vòng 6                    |      |
| bỏ cuộc | Kimi Raikkonen       | McLaren             | vòng 0                    |      |